# Legenda o Tarzanovi
Legenda o Tarzanovi (v anglickém originále The Legend of Tarzan) je americký akční dobrodružný film z roku 2016 na motivy známého literárního příběhu Edgara Rice Burroughse. Natočil jej David Yates podle scénáře Adama Cozada a Craiga Brewera. Titulní roli Tarzana ztvárnil Alexander Skarsgård, jemuž sekundovali Samuel L. Jackson, Margot Robbie, Djimon Hounsou, Jim Broadbent a Christoph Waltz. Do amerických kin byl uveden 1. července 2016. Českou premiéru měl 7. července téhož roku.